# Рейн
 Тази статия е за реката в Европа.  За южнокорейския певец вижте Рейн (певец).  
Рейн (на немски: Rhein, [ʀaɪ̯n]; на френски: Rhin, на нидерландски: Rijn) е една от най-важните и големи реки в Европа, с дължина от 1233 km и среден дебит от над 2000 m³/s. За нейната важност говорят многото замъци, построени покрай бреговете. Протича по територията на 6 държави Швейцария, Лихтенщайн, Австрия, Германия, Франция и Нидерландия, а водосборният ѝ басейн – още 3 Италия, Люксембург и Белгия. Тя е ключов воден път за пренос на стоки още от времето на Римската империя, когато съставлява голяма част от нейната северна граница. Тя започва от швейцарските Алпи и се влива в Северно море. Името ѝ идва от келтското Renos, буквално „това, което тече“, от праиндоевропейския корен rei- („тека“, „тичам“).

## Географска характеристика
Рейн е една от най-дългите и най-важните реки в Европа. До 1932 г. общоприетата дължината на река Рейн е 1230 km. През 1932 г. обаче германската енциклопедия Knaurs Lexikon обявява дължината като 1320 km, вероятно поради печатна грешка, при която са разменени цифрите. След като тази дължина е поместена в авторитетната енциклопедия Brockhaus Enzyklopädie, тя става общоприета и започва да се публикува в множество учебници и официални публикации. Грешката е открита през 2010 г. и холандската агенция по водите потвърждава дължина от 1233 km.

### Извор, течение, устие
Общата посока на течението на Рейн е север-северозапад, при което то пресича поредица географски области – Алпите, Предалпите, Швейцарското плато, Горнорейнската долина, Рейнските шистови планини, Долнорейнската низина.

#### Начало на реката
Река Рейн носи това име от селището Таминс, разположено на 590 m надморска височина в кантона Граубюнден в източната част на Швейцария, където се сливат двете реки Фордеррайн (Преден Рейн, 72 km, 1523 km²) и Хиндеррайн (Заден Рейн, 65 km, 1704 km²). Водосборният басейн на тези две реки, образуващи Рейн, обхваща обширна територия, достигаща на запад до масива Сен Готард, на юг до долината Леи в Италия и на изток до Давос.
Обикновено общата дължина на Рейн се измерва от началото на Фордеррайн. Тя има множество самостоятелни извори в западната част на окръг Сурселва, но най-често за начало на Рейн се приема оттокът на езерото Томазе, разположено на 2345 m надморска височина, макар че това не е най-отдалечената от устието на Рейн точка в речната система – няколко други притока на Фордеррайн имат по-голяма дължина. Общата посока на течението на Фордеррайн е изток-североизток.
Хиндеррайн е малко по-къса от Фордеррайн. Тя води началото си от подножието на връх Райнвалдхорн в планинския масив Адула, близо до границата на Граубюнден с кантона Тичино. Първоначално и тя тече на изток-североизток, след което завива на север. Основният приток на Хиндеррайн е река Албула, в която се вливат Ландвасер и Юлия. Най-южният приток на Хиндеррайн изтича от езерото Леи, на територията на Италия.

#### Алпийски Рейн
Алпийски Рейн е участъкът от течението на реката от сливането на Фордеррайн и Хиндеррайн при Таминс до нейното оттичане от Боденското езеро при Щайн на Рейн. Първоначално тя тече на североизток, като при Кур завива на север и запазва тази посока до вливането си в Боденското езеро, протичайки през образувана от ледник планинска долина. Дължината до вливането в езерото е 86 km, като в този участък реката се спуска от 590 до 396 m надморска височина. След Мастрилс Рейн образува границата между кантоните Граубюнден и Санкт Гален, а след Зарганс – между Швейцария и Лихтенщайн. При Зарганс вододелът между Рейн и Аар е само няколко метра по-високо от бреговете на Рейн.

#### Боденско езеро
Северно от Лихтенщайн Рейн служи за граница между Швейцария и Австрия, като Швейцария има малка територия на десния, източен бряг на реката. Рейн се влива в Боденското езеро с малка делта, като швейцарско-австрийската граница минава по нейния най-западен ръкав. Основната част от делтата е превърната в природен резерват, в който има голямо разнообразие от птици.
Боденското езеро, силно издължено от изток на запад, в действителност се състои от две отделни езера, Горно и Долно езеро, които са свързани с четирикилометров речен участък, Зеерайн (Езерен Рейн).
Горното езеро е пресечната точка на три държави: Швейцария на юг, Австрия на югоизток, както и германските провинции Бавария на североизток и Баден-Вюртемберг на северозапад. По-студената навлизаща вода на Алпийски Рейн първоначално образува компактно течение по повърхността на сиво-зелените води на Горното езеро, но почти веднага се спуска на дъното му. Това течение отново се появява на повърхността на другата, северна страна, на остров Линдау и следва, често отчетливо видимо, протежението на германския бряг, приблизително до Ханау Бодензе. Малка част от течението се отделя преди остров Майнау в посока на Юберлингенското езеро. Основното течение, през т.нар. Констанска фуния (залива между Констанц и Кройцлинген), изтича от Горното езеро по Езерен Рейн. От мястото, където се намира Констанцския мост над Езерен Рейн, по цялото протежение на Рейн до вливането ѝ в морето, са разположени дистанционни стълбове.
Езерен Рейн възниква през последните хилядолетия в резултат на причинено от ерозия понижение на нивото на водата в езерото с около 10 метра, поради което възниква и остров Райхенау. Преди това, Горното и Долното езеро, както следва от общото им име Боденско езеро, са били един общ водоем.
Долното езеро се намира на 30 cm под равнището на Горното езеро. Както в Горното, така и в Долното езеро, течението на Рейн може да се проследи, тъй като не се смесва много с водите на езерото. Северните части (Целерзе и Гнадензе) почти не са достигани от течението. Южната част на Долното езеро, през която изтича река Рейн, понякога се нарича „Рейнско езеро“. Радолфцелер Аах, която се влива в него, носи големи количества вода от басейна на река Дунав.
Реката напуска Долното езеро при Щайн ам Райн, на 60 km запад-северозападно от вливането си в Горното езеро.

#### Хохрайн
От Щайн ам Райн на западния бряг на Долното езеро (част от Боденското) започва Хохрайн (на немски: Hochrhein). За разлика от Алпийски Рейн и Горен Рейн, тук реката тече в посока от изток на запад и се спуска от 395 до 252 метра височина над морското равнище.
Изтичайки от противоположната страна на Боденското езеро, Рейн тече на запад и служи за граница между Швейцария и Германия, след което в нея се влива река Аар, която увеличава многократно дебита на Рейн. След Шафхаузен се намира Рейнският водопад. При среден речен отток от 373 m³/s (през лятото – около 700 m³/s), той е вторият най-голям водопад в Европа след исландския Детифоса по показател на енергията на пада на водата. Обликът на Хохрайн е определен от разположените по реката многобройни хидровъзли. В малкото останали естествени природни участъци обаче, все още съществуват няколко речни прага, които на немски са наричани Laufen. Близо до Базел, в Рейн се влива левият приток Бирс, а край Кобленц в Аргау Рейн приема от юг Аар. Аар е по-къса от Рейн, но носи значително повече вода (560 m³/s срещу 439 m³/s на Рейн) и по тази причина е основната хидроложка артерия на цялата речна система. Край Райнфелден Рейн достига дълбочина от 32 метра.
В горното течение на Рейн, в швейцарския кантон Шафхаузен, близо до град Нойхаузен, е разположен Рейнският водопад. Заедно с по-високия, но по-непълноводен водопад Детифос в Исландия, Рейнският водопад е сред най-големите в Европа. Височината му е 23 m, а ширината – 150 m.

#### Горен Рейн
Рейн продължава на север, като по нея минава част от границата на Германия с Франция, преди да навлезе изцяло в Германия, където в нея се вливат множество притоци.
В центъра на Базел, първият голям град по течението на реката, се намира Рейнското коляно, голям завой, където Рейн изцяло променя посоката си от запад на север. Тук свършва Хохрайн. Официално, мостът е границата между Хохрайн и Горен Рейн. Оттук реката тече на север през Горнорейнската долина, която е с дължина около 300 km и ширина до 40 km. Най-важните притоци в тази област са Ил край Страсбург, Некар при Манхайм и Майн срещу Майнц. При града Рейн напуска Горнорейнската долина и тече през басейна на Майнц.
Южната половина на Горен Рейн образува границата между Франция (Елзас) и Германия (Баден-Вюртемберг). Северната част формира границата между германските провинции Райнланд-Пфалц на запад от една страна, и Баден-Вюртемберг и Хесен на изток и север, от друга. Любопитното при тази гранична линия е, че през 1945 г. окупационните сили дават частите на град Майнц, разположени на десния бряг на река Рейн, на Хесен.
Горен Рейн е значим културен ландшафт в Централна Европа още по време на Античността и Средновековието. В днешно време, районът на Горен Рейн е седалище на много важни производствени отрасли и услуги, особено в центровете Базел, Страсбург и Манхайм-Лудвигсхафен. Страсбург е седалище на Европейския парламент, и по този начин тук се намира една от трите европейски столици.
Регионът на Горен Рейн е променен значително от програмата за изправяне на руслото на реката през 19 век. Скоростта на течението е увеличена и нивото на подпочвените води намалява значително. Размерът на горите в долините по реката рязко спада. От френска страна е прокопан Големия Елзаски канал, през който преминава значителна част от водите на реката, както и целият ѝ трафик. На някои места има големи компенсационни водни басейни, например огромния Bassin de compensation de Plobsheim в Елзас.

#### Среден Рейн
Басейнът на Майнц завършва при Бинген ам Рейн; реката продължава като Среден Рейн през Рейнския пролом в Рейнските шистови планини. В тези участъци, реката слиза от 77,4 m над морското равнище до 50,4 m. От лявата страна се намират планинските масиви на Хунсрюк и Айфел, а на десния са тези на Таунус и Вестервалд. Според геолозите, характерната тясна форма на долината е създадена от ерозията на реката, докато се е издигал околния пейзаж.
Основните притоци в този участък са Лан и Мозел. Те се присъединяват към Рейн в близост до Кобленц, съответно отдясно и отляво. Почти по цялата дължина на Среден Рейн, реката протича през германската провинция Райнланд-Пфалц.
При сливането на реките Рейн и Мозел при град Кобленц е т.нар. „Германски (или немски) ъгъл“ („Deutsches Eck“).
Доминиращите икономически сектори в района на Среден Рейн са лозарството и туризма. Рейнското дефиле между Рюдесхайм ам Рейн и Кобленц е в списъка на световното културно и природно наследство на ЮНЕСКО. Близо до Санкт Гоархаузен, Рейн минава край известната скала Лорелай. Със своите забележителни архитектурни паметници, склонове с лозя, населени места по тесните речни брегове и гледките на десетки замъци, наредени по върховете на стръмните склонове по протежението си, долината на Среден Рейн може да се счита за романтичното въплъщение на реката.

#### Долен Рейн
След това реката прави завой на северозапад към Нидерландия, където заедно с Маас и Схелде образува обширна делта, разделяйки се на три главни ръкава и оттичайки се в Северно море.
При Бон, където в реката се влива Зиг, Рейн влиза в Северногерманската низина и се превръща в Долен Рейн. тук реката слиза от 50 m до 12 m над морското равнище. Основните притоци в този участък са Рур и Липе. Подобно на Горен Рейн, Долен Рейн е криволичел в меандри, докато инженерите не са създали постоянното корито на реката. Тъй като дигите са на известно разстояние от реката, по време на пълноводие, Долен Рейн има повече място за разлив, отколкото Горен Рейн.
Долен Рейн преминава през Северен Рейн-Вестфалия. Бреговете са силно населени и индустриализирани – тук са агломерациите на Кьолн, Дюселдорф и Рурската област. Тук река Рейн тече през най-голямата агломерация в Германия, региона Рейн-Рур. Един от най-важните градове в този регион е Дуйсбург с най-голямото речно пристанище в Европа. Регионът по течението след Дуйсбург е селскостопански. При Везел, 30 km след Дуйсбург, се намира западният край на втория плавателен маршрут изток-запад, канала Везел-Дателн, който е успореден на Липе. Между Емерих и Клеве се намира най-дългият висящ мост в Германия, като реката тук е с широчина 400 m. Близо до Крефелд, Рейн пресича линията Юрдинген, разделяща областите, в които се говорят долногермански и горногермански езици.

#### Делта
На немско-холандската граница Рейн започва да се разделя на ръкави и образува заедно с Маас т.нар. делта на Рейн и Маас – най-голямата физико-географска област на Нидерландия. Тъй като Рейн е основният източник на вода в делтата, често се използва по-краткото име „Рейнска делта“ (на немски: Rheindelta; на нидерландски: Rijndelta) – но тя трябва да се разграничава от вътрешната делта на река Рейн в Боденското езеро. Доколкото е свързана и с устието на река Шелда, тя понякога се нарича „делта на Рейн-Маас-Шелда“ (на немски: Rhein-Maas-Schelde-Delta).
Обликът на делтата на Рейн се определя от две разклонения на реката – първото е при Милинген, където тя се разделя е разделена на Ваал (две трети от средния отток) и Нидеррайн (на нидерландски: Nederrijn). След това при Арнем от Нидеррайн се отделя и Ейсел (на нидерландски: IJssel). По този начин възникват три основни ръкава, чиито имена обаче често са се сменяли във времето поради честите промени на руслата им:
- Южен, най-големият ръкав, образуван от теченията на Ваал – Бовен-Мерведе – Ниве-Мерведе – Харингвлит. От него се отделя важен корабоплавателен път, преминаващ последователно през Бенеден-Мерведе – Ноорд – Ниве-Маас – Ниве-Ватервег. По протежение на целия този път са сложени стълбове, отчитащи дължината на Рейн. От Бенеден-Мерведе на свой ред се отделя Ауде-Маас, която се среща отново в Ротердам с Ниве-Маас и образува Ниве-Ватервег.
- Средният ръкав е образуван от Нидеррейн и Лек, а след това с почти еднаквото по големина разклонение Ноорд образува Ниве-Маас.
- Северният ръкав е Ейсел, която се влива в езерото Ейселмер. То от своя страна се оттича в Северно море, чрез система от шлюзове.

До наводнението на Света Елисавета през 1421 г., Маас тече недалеч на юг от съвременната линия Мерведе – Стари Маас в посока към Северно море и оформя заедно с Ваал и Лек общо устие с множество острови. Трудно е да се определи тогавашната конфигурация на делтата, поради многобройните новообразувани заливи, устия, острови, както и в резултат на променения контур на бреговата линия. Отгогава до 1904 г. Маас се влива във Ваал при град Горинхем. След това, за да се предотвратят бъдещи наводнения, Маас е „отделен“ чрез шлюзове от Рейн и е отведен в ново русло, състоящо се от Бергсе-Маас и Амер. След строителството през 1970 г. на язовира Харингвлит, Маас отново са влива в морето заедно с Рейн – предимно през шлюзовете Харингвлит (при високо ниво на водата в Рейн) или чрез Ниве-Ватервег край Ротердам (при по-ниски нива).
Районът на речното устие на северозапад (на мястото, където преминава през веригата от дюни), от древни времена се нарича „устие на Маас“ (Maasmond). Това обяснява подвеждащото използване на името Маас за съвременното долно течение на Рейн.
Хидрографията на съвременната делта е определена от три главни и няколко спомагателни ръкава (среди които са Холандски Ейсел, Линге, Утрехт Фехт и други), както и неголеми рекички и ручеи. В днешно време много протоци са преградени от бентове и служат в качеството си на отводнителни канали при пресушаването на полдери. Големите хидротехнически съоръжения, построени през втората половина на 20 век, коренно променят облика на делтата. В наши дни водите на Рейн се вливат в морето на пет места: основната маса – през Харингвлит и край Ротердам (в района Хук-ван-Холанд), по-малки количества – през Ейсел и притоците му чрез шлюзовете в Амстердам и Афсльойтдейк.
Делтата на Рейн-Маас-Шелда е изложена на морските приливи и отливи, които, заедно с речните седиментации, определя облика ѝ. Това означава, че в случай на щормови прилив е налице повишен риск от наводнения на обширни площи от сушата. До приключването на мащабния проект „Делта“, влиянието на приливите се усеща до Ниймеген. След това, дори и на отдалечени от брега места, тяхното влияние все още е осезателно, въпреки проведените регулаторни дейности.
По време на последния ледников период, в полярните шапки се натрупва под формата на лед такова количество вода, че повърхността на Световния океан се е намирала на около 100 метра под сегашното си ниво. По това време южната част на Северно море е била част от сушата, руслото на Рейн се е простирало на север до Догер банк и Темза е била приток на Рейн.

### Водосборен басейн
Водосборният басейн на река Рейн има площ 185 300 km². На запад, североизток и изток водосборният басейн на Рейн граничи с водосборните басейни на реките Маас, Емс, Везер и Елба (от басейна на Северно море), на югоизток – с водосборния басейн на река Дунав (от басейн на Черно море), на юг – с водосборния басейн на река По (от басейна на Адриатическо море), а на югозапад – с водосборния басейн на река Рона (от басейн на Средиземно море).
Във водосборния басейн на реката попадат части от 9 (девет) държави:
- Швейцария – 27 873 km², 15,08% от площта на водосборния басейн;
- Италия – 51 km², 0,03%;
- Лихтенщайн – 160 km² (цялата територия на страната), 0,09%;
- Австрия – 2 360 km², 1,28%;
- Германия – 105 934 km², 57,31%;
- Франция – 22 480 km², 12,16%;
- Белгия – 760 km², 0,41%;
- Люксембург – 2 520 km², 1,36%;
- Нидерландия – 22 700 km², 12,28%;

### Притоци
Рейн получава множество притоци, като 33 от тях са с дължина над 50 km, в т.ч. 13 – с дължина над 100 km. За разлика от повечето реки в света отчитането на километрите на Рейн не става от устието към извора, а обратно, като отчитането на километрите на реката започва от изтичането ѝ от Боденското езеро. За тези 33 притока са показани километърът, на който се вливат, дължината, площта на водосборния басейн и страната, през която протичат.
- ← Ландкварт 51 / 616 Швейцария
- ← Ил 76 / 1281 Австрия
- ← Брегенцер Ах 70 / 835 Австрия (влива се в Боденското езеро)
- ← Арген 94 / 639 Германия (влива се в Боденското езеро)
- ← Шусен 62 / 782 Германия (влива се в Боденското езеро)
- 65[7] → Тур 135 / 1750 Швейцария
- 100 ← Витах 90 / 1123 Германия и Швейцария
- 102 → Аар 288 / 17 720 Швейцария
- 164 → Бирс 73 / 922 Швейцария
- 169 ← Визе 58 / 453 Германия
- 254 ← Елц 90 / 1481 Германия
- 298 ← Кинциг 93 / 1406 Германия
- 311 → Ил 217 / 4761 Франция
- 335 → Модер 82 / 1720 Франция
- 344 → Сар 70 / 806 Германия и Франция
- 344 ← Мург 79 / 617 Германия
- 356 → Лаутер 74 / 382 Германия и Франция
- 370 ← Пфинц 60 / 240 Германия
- 400 → Шпаер 60 /596 Германия
- 428 ← Некар 362 / 13 934 Германия
- 497 ← Майн 527 / 27 292 Германия
- 519 → Зелц 63 / 389 Германия
- 529 → Нае 125 / 4067 Германия
- 586 → Лан 246 / 5925 Германия
- 592 → Мозел 544 / 28 153 Франция, Люксембург, Германия
- 610 ← Вид 102 / 771 Германия
- 629 → Ар 89 / 900 Германия
- 659 ← Зиг 155 / 2857 Германия
- 703 ← Вупер 117 / 827 Германия
- 736 → Ерфт 103 / 1838 Германия
- 780 ← Рур 219 / 4485 Германия
- 798 ← Емшер 84 / 775 Германия
- 814 ← Липе 220 / 4890 Германия

### Хидроложки показатели
В горното си течение, реката е с пролетно-лятно пълноводие и малък зимен отток. В средното и долното нечение, където Рейн приема притоци, пълноводни през зимата и пролетта, неговият воден режим се усложнява и реката става пълноводна целогодишно, което благоприятства развитието на корабоплаването. Ръкавите в делтата на Рейн са подложени на влиянието на морските приливи, които се наблюдават два пъти в денонощието и предизвикват повишаването на нивото на водата с 1,5 – 2 m. Среден годишен отток над устието на река Аар 420 m³/s, при град Базел – 1030 m³/s, а преди резделянето му на ръкави – около 2500 m³/s, максимален – над 11 000 m³/s. Среден годишният отток около 79 km³. Реката замръзва само при много студени зими за срок до 1 месец.

## Стопанско значение
Рейн е важна водна транспортна магистрала в Западна Европа. Общата дължина на водните пътища в басейна на реката е около 3000 km. Регулярно корабоплаване се извършва до град Базел на 952 km от устието и по Боденското езеро, а плиткогазещи речни съдове по време на пълноводие сеизкачват до швейцарския град Лауфенбург (кантон Ааргау). Чрез плавателни канали Рейн се свързва с реките Дунав (каналът Рейн – Майн – Дунав с дължина 171 km и широчина 55 m, осигуряващ транспортна връзка между Атлантическия океан, Северно и Черно море), Рона (каналът Рона – Рейн), Марна (каналът Марна – Рейн), Емс, Везер и Елба (Северогелманския канал). Някои от притоците на Рейн – Некар, Майн, Лан, Мозел, Рур и други също са плавателни в отделни участъци. Средногодишният обем на превозите (близо до германо-нидерландската граница) е около 100 млн.т, като ежедневно тук преминават 650 – 700 речни кораба. Основните пристанища са Ротердам с аванпорта Хук ван Холанд (в Нидерландия), Дуйсбург – Рурорт, Кьолн, Майнц, Лудвигсхафен, Манхайм (в Германия), Страсбург (във Франция), Базел (в Швейцария).
Хидроресурсите на реката се използват в Германия, Франция и Швейцария. Нагоре от град Базел е изградена каскада от 11 ВЕЦ-а, а на канала Рона – Рейн между Базел и Страсбург – 8 ВЕЦ-а, в т.ч. Кембс (1932 г.) и Страсбург (1970 г.).

## Селища
Долината на реката е един от най-гъсто заселените и промишлено усвоени райони на света. По-важни градове по течението ѝ са: Арнем (Нидерландия), Дюселдорф, Кьолн, Бон, Висбаден, Майнц, Манхайм, Вормс, Карлсруе, Кобленц, Леверкузен, Нойс, Крефелд, Дуисбург, Лудвигсхафен (Германия), Страсбург (Франция), Базел (Швейцария), Вадуц (Лихтенщайн).

## Екология
На 1 ноември 1986 г. на Рейн се случва една от най-големите екологични катастрофи в Европа —— пожар в химическия завод на фирмата „Sandoz“ в швейцарския град Базел довежда до изхвърлянето в реката на 30 тона пестициди, живак и химикали. Рейн придобива червен цвят, на хората в района на реката е забранено да излизат от домовете си, а в някои градове на ФРГ са затворени водопроводите, вместо които за нуждите на населението се използва вода, доставена с цистерни. В течение на 10 дни замърсяването достига до Северно море. По някои оценки, в резултат на попадането на химикалите във водата, загиват половин милион риби, а някои видове изчезват напълно.
След бурната реакция на обществеността, още през 1987 г. е приета „Програма за действие – Рейн“, разчетена до 2000 г. Другото име на програмата е „Сьомга 2000“, тъй като има за цел възвръщането в реката до този срок на чувствителната към замърсяване риба. В резултат на активните действия на властите, количеството на изхвърляните в реката нитрати и фосфор е намалено с 50 %, а намаляването на някои други замърсители достига в пределите на 80 – 100 %. Сьомгата е върната в реката 3 години по-рано от набелязания срок – през 1997 г.
Текущата „Програма Рейн-2020“ има за цел да направи реката достатъчно чиста за къпане.

## Значение в човешката история
Рейн не е известен на Херодот и влиза за първи път в историята през първи век пр.н.е. чрез гръко-римската география. По това време, реката формира границата между Галия и Германия. Среща се в античните извори като Rhenus (на латински) или Rhenos (на старогръцки).
Римляните разглеждат Рейн като най-външната граница на човешката цивилизация, отвъд която земите са населени с митични чудовища и полудиви германски племена, например при Мавър Сервий Хонорат в „Коментари върху Енеида на Вергилий“ (8,727) (Rhenus) fluvius Galliae, qui Germanos a Gallia dividit – „(Рейн е) река на галите, която дели германските племена от Галия.“.
Римляните правят опити за проучване на земите отвъд реката. Това е характеризирано от Res Gestae Divi Augusti, обществен надпис на Октавиан Август, в който той се хвали с подвизите се, включително изпращането на експедиционен флот на север от устието на Рейн, до Стара Саксония и Ютланд, което, както той твърди, не е правил друг римлянин преди него.
Август заповядва на пълководеца си Нерон Клавдий Друз да издигне 50 военни лагера по протежението на Рейн, започвайки римско-германските войни през 12 г. пр.н.е. По това време, равнината на Долен Рейн е територия на германското племе уби. Първото постоянно населявано селище на име Oppidum Ubiorum, издигнато на мястото на съвременния град Кьолн, е построено през 38 г. пр.н.е. от убите. Кьолн е приет за град от римляните през 50 г., под името Colonia Claudia Ara Agrippinensium.
От смъртта на Август до 70 г., Рим има за свои естествен германски лимес водните граници на Рейн и горен Дунав. Отвъд тези реки, Рим владее само плодородната равнина на Франкфурт, срещу римската гранична крепост Moguntiacum (Майнц); най-южните склонове на Шварцвалд и няколко раздалечени предмостия. Северната част на тази естествена бариера, където реката е дълбока и широка и по-трудно преодолима, остава римска граница до падането на империята. В южната част Горен Рейн и Горен Дунав са по-лесно преодолими. Границата, която те образуват, е дълга и неудобна за охрана, като включва и остроъгълен клин от чужда територия между земите на Баден и Вюртемберг. Германското население по тези земи по римско време изглежда е било оскъдно, и поданици на империята от днешните райони на Елзас и Горна Лотарингия прекосяват реката на изток.
Римляните държат на разположение осем легиона в пет бази по протежението на реката. Действителният брой на легионите, присъстващи във всяка база или като цяло, е зависил от това дали има мир или заплаха от война. Между 14 и 180 г. редът на легионите е следния: за армията на Долна Германия – два във Vetera (Ксантен), I Германски легион и XX Победоносен Валериев легион (панонски войски); два в Oppidum Ubiorum („градът на убите“), който е преименуван на Colonia Agrippina, V легион (келти, вербувани от Нарбонска Галия) и XXI хищнически легион, вероятно от галати от другия край на империята.
За армията на Горна Германия: II Августов легион, в Argentoratum (Страсбург) и XIII Близначен легион край Vindonissa (Виндиш). Веспасиан например е главнокомандващ на II Аугустов легион, преди възкачването си като император. Освен тях, обикновено е имало още удвоена военна част, съставена от XIV и XVI легиони, при Moguntiacum (Майнц).
И в по-новата история Рейн е митичен и политически символ на свещената граница на Германия (вж. Рейнланд), включително по време на Втората световна война. Мнозина немски писатели и композитори са посвещавали свои произведения на Рейн, сред които и Рихард Вагнер със своята опера „Рейнско злато“, част от цикъла „Пръстенът на нибелунгите“.